# Rodolfo Belenzani

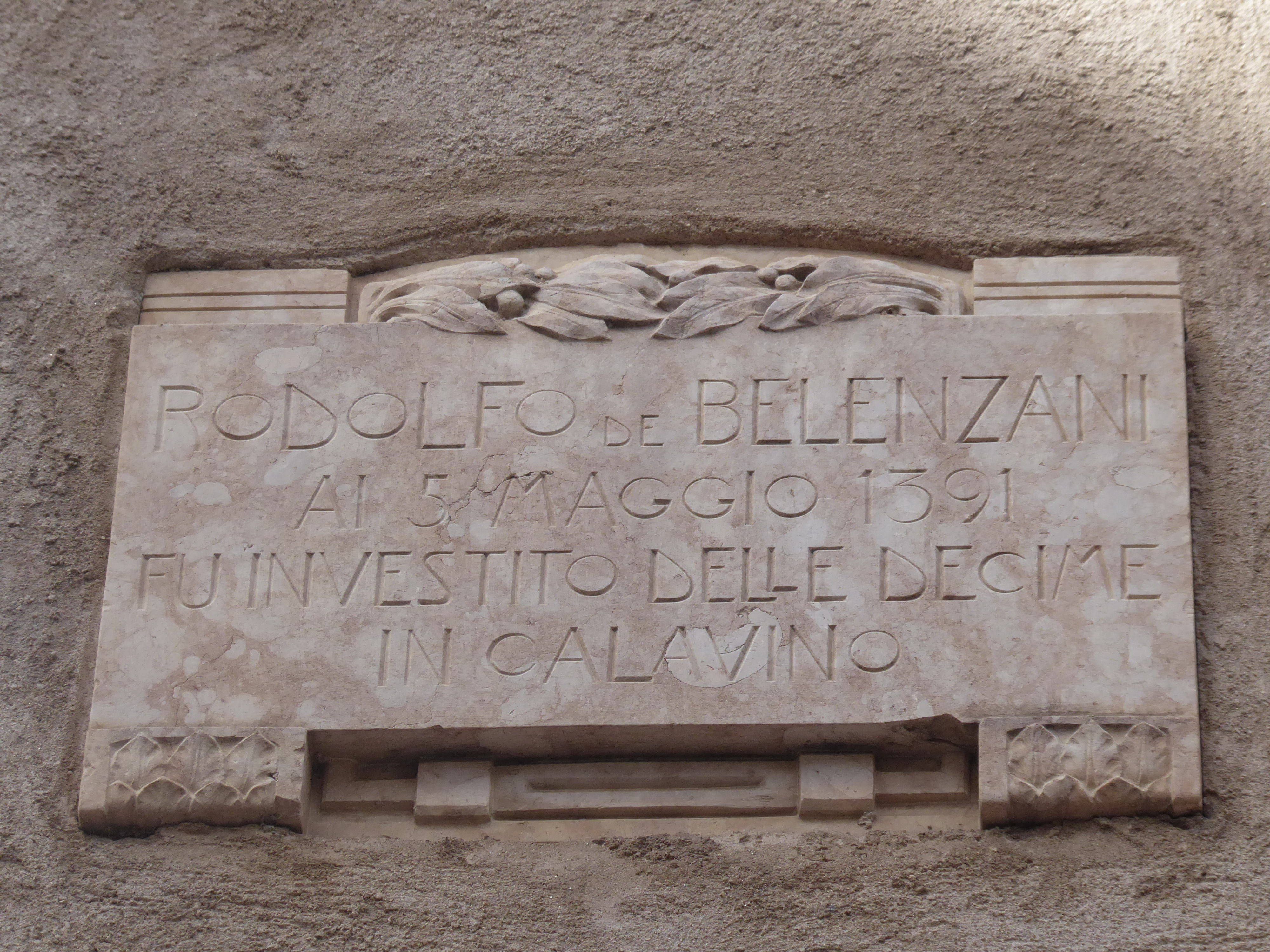
Targa commemorativo di Rodolfo Belenzani a Calavino

Rodolfo Belenzani (1372 circa – Trento, 5 luglio 1409) è stato un nobile trentino, protagonista delle rivolte trentine del 1407/1409.

## Biografia
Rodolfo Belenzani nacque da una famiglia nobile arricchitasi amministrando i feudi del principe vescovo di Trento. Da giovane rimase orfano di padre. Fra il 1385 e il 1387 Alberto di Ortenburg (principe vescovo dal 1363 al 1390) lo investì di alcuni possedimenti nella zona di Pressano (oggi frazione di Lavis) e altri benefici. Il 5 maggio 1391 il suo successore Giorgio I di Liechtenstein li confermò. Diventò amico di diversi umanisti, forse studiando a Padova.
In seguito ai tumulti (popolari ma aizzati dalla nobiltà locale) contro il vescovo del 2 febbraio 1407 questi concesse la Carta edictorum et provisionum (Carta degli editti e delle provvisioni). Grazie a questa Belenzani divenne "capitano generale dei concittadini e del popolo di Trento" (capitano del popolo o referendarius). In seguito chiese al vescovo la consegna del Castello del Buonconsiglio: questi rifiutò e Belenzani lo fece prigioniero. Chiese sostegno a Federico IV d'Asburgo, detto Tascavuota, duca d'Austria e Conte del Tirolo. Questi in un primo momento fece alcune promesse al Belenzani, ma poi prese il controllo della città, sollevando l'opposizione della nobiltà trentina. Il 6 ottobre 1407 Belenzani fu arrestato dagli agenti del duca ma fu liberato su cauzione. In seguito però invece di presentarsi al duca come promesso fuggì nella zona di Rovereto, raccogliendo uomini per combatterlo. Tentò senza successo di ottenere l'appoggio della Repubblica di Venezia. Riuscì comunque a conquistare Trento, ma il 5 luglio 1409 rimase ferito e morì.

## Influenze

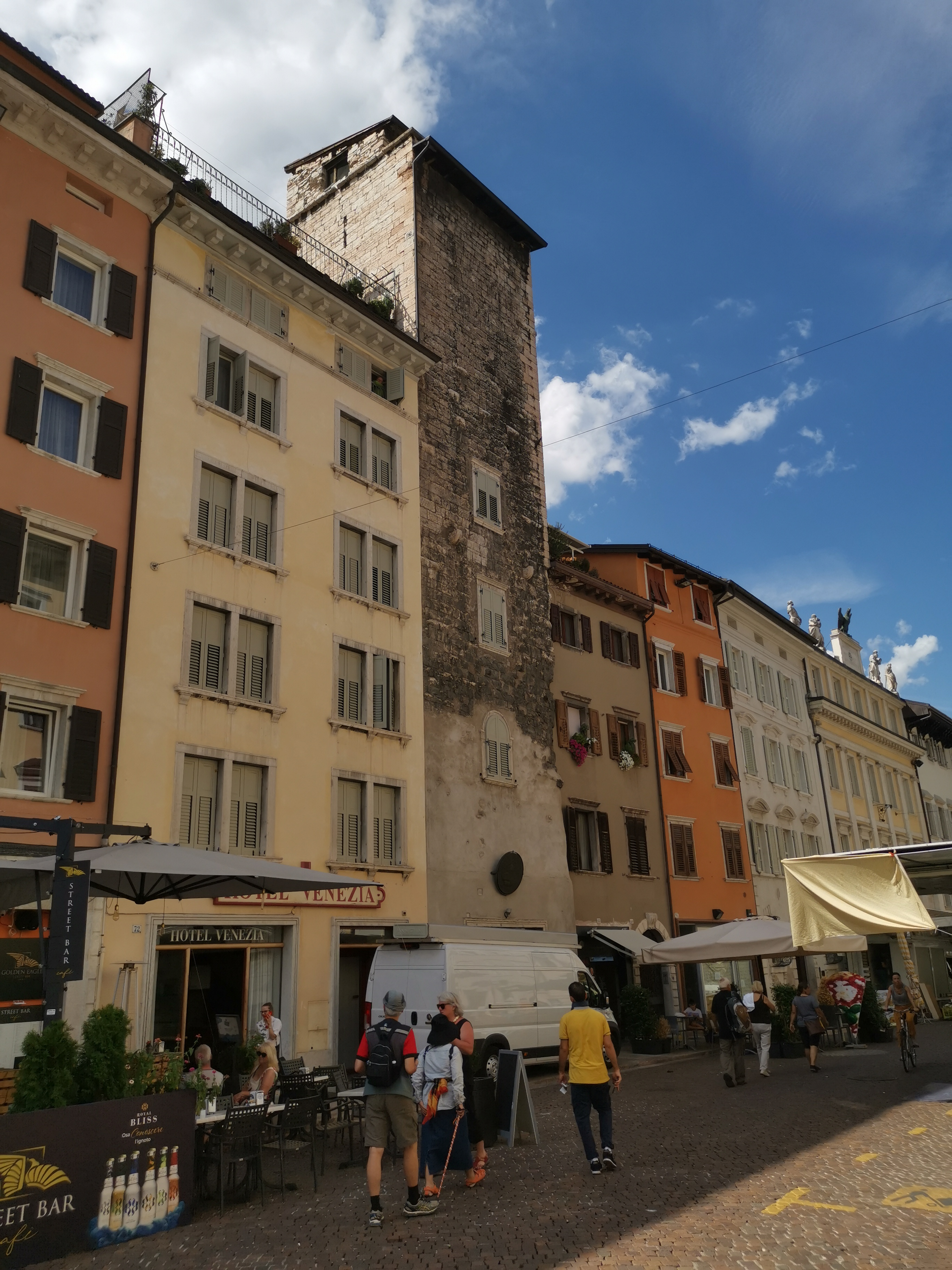
Via Belenzani a Trento

A Belenzani è dedicata una delle più sontuose strade di Trento, l'antica Contrada Larga, che scorre parallela al sepolto cardine romano,, nel secolo XIV era conosciuta come Contrada dei Belenzani.
Nel 1992 l'attore Andrea Castelli ha dedicato alla sua figura il dramma storico E mora i traditor! ("Viva el popolo e el signore e mora y traditori" era il grido del popolo contro il vescovo).
Alla figura storica di Belenzani è ispirato il protagonista del racconto La portoghese di Robert Musil (1880-1942), incentrato appunto su un nobile rivoltoso e tirannico trentino che architetta un piano per rovesciare il vescovo.